# Physics of Life Reviews
Physics of Life Reviews is een internationaal, aan collegiale toetsing onderworpen wetenschappelijk tijdschrift op het gebied van de
biofysica en gerelateerde vakgebieden zoals de robotica en artificiële intelligentie.
Het publiceert voornamelijk overzichtsartikelen, die op uitnodiging van de redactie geschreven worden.
De naam van het tijdschrift wordt in literatuurverwijzingen meestal afgekort tot Phys. Life Rev.
Het wordt uitgegeven door Elsevier en verschijnt 4 keer per jaar.
Het eerste nummer verscheen in 2004.